# Anatomía 2
Anatomía 2 película alemana, dirigida por Stefan Ruzowitzky en el año 2003, continuación de su película Anatomía

## Argumento
El personaje principal es el joven Jo, neurocirujano de Duisburg, que quiere completar su curso práctico en un gran hospital en Berlín. Espera sumarse al grupo de investigación de uno de los médicos debido a que su hermano menor tiene distrofia muscular, que fue la causa de la muerte de su padre.